# Christian Becksvoort
Christian H. Becksvoort (* 25. Oktober 1949 in Wolfsburg) ist ein US-amerikanischer Möbeltischler und Autor. Er gilt als einer der herausragendsten Vertreter des Shaker-Stils und wird gemeinhin auch als „the Shaker guy“ bezeichnet.

## Leben

### Herkunft, Ausbildung und Privatleben
Becksvoort kam in der deutschen Stadt Wolfsburg zur Welt, da sein Vater sieben Jahre lang in Deutschland in die Lehre ging und als Möbeltischler arbeitete. Als Christian sechs Jahre alt war, beschlossen die Eltern, in das kanadische Toronto zu ziehen. Finanzierungsprobleme machten dies jedoch unmöglich; stattdessen zog die Familie nach Washington, D.C. und ein Jahr darauf nach Wheaton (Maryland), wo Christian Becksvoort den restlichen Teil seiner Kindheit und Jugend verbrachte.
Bereits als Kind hatte er eine ausgeprägte Leidenschaft für die Natur und für handwerkliche Tätigkeiten. So baute er beispielsweise kleine hölzerne Boote und Modellschiffe als Spielzeug. Seine High School besaß eine gut ausgestattete Werkstatt und er belegte vier Jahre lang Werkunterricht. Nach der schulischen Ausbildung entschied er sich für ein Studium der Forstwissenschaft. Seine Bewerbung wurde von der Colorado State University, der Virginia Polytechnic Institute and State University sowie der University of Maine angenommen. Aufgrund des kühlen Klimas und der mittleren Distanz zur Heimat wählte er letztere Option. Nach zwei Jahren wechselte er in das Fach Wildtierökologie. Der Umstieg erforderte die Belegung einiger zusätzlicher Kurse, um ausreichend Leistungspunkte zu sammeln. So besuchte Becksvoort auch Lehrveranstaltungen zur Geologie, Holztechnik, Fotografie und zum technischen Zeichnen. 1972 konnte er sein Studium abschließen.
Im Fotografiekurs lernte er seine spätere Ehefrau Peggy Stevens kennen. Seit 1977 leben beide auf einem 10,11 Hektar messenden Grundstück in New Gloucester (Maine). Sie haben einen Sohn und eine Tochter. Stevens ist seit 1979 als Bibliothekarin tätig. Sie besitzt einen Bachelor of Fine Arts vom Wilson College in Chambersburg (Pennsylvania) und erwarb 1991 einen Master of Library and Information Science (MLIS) in Bibliothekswissenschaft von der Clarion University of Pennsylvania in Clarion (Pennsylvania). Seitdem war sie als Bibliothekarin und Medienverantwortliche an einer Middle School in Falmouth (Maine) beschäftigt. Zwischen 2009 und 2011 amtierte sie als Präsidentin der Maine Association of School Libraries (MASL).

### Berufliche Karriere
In den Vereinigten Staaten arbeitete Christian Becksvoorts Vater weiterhin als Tischler und Zimmerer. Sobald der Sohn zwölf Jahre alt war, stellte er ihn in den Sommermonaten als Hilfsarbeiter an. Zusammen bauten sie hauptsächlich Einbauküchen und -schränke, installierten Wandvertäfelungen und kümmerten sich um Restaurierungen. Nach dem Studium war er ein Jahr lang im Patuxent Wildlife Research Center in Maryland tätig, gelegen zwischen Washington, D.C. und Baltimore, und dort unter anderem für die Aufsicht über 600 Japanwachteln zuständig. Anschließend arbeitete er neun Jahre für einen Möbelhersteller in Maine und wechselte dann zu einer in Portland (Maine) ansässigen Fabrik, die vorgefertigte und gefräste Holzbauteile für Gebäude produzierte. In dieser Zeit restaurierte er unter anderem Treppenhäuser, Fenster, Türen und historische Zierleisten in viktorianischen Häusern.
Im Alter von 24 Jahren wurde Becksvoort zufällig auf die Ausstellung Shaker – Furniture and objects from the Faith and Edward Deming Andrews collections commemorating the bicentenary of the American Shakers aufmerksam, die zwischen dem 2. November 1973 und dem 7. April 1974 in der Renwick Gallery des Smithsonian American Art Museum in Washington, D.C. präsentiert wurde. Er war fasziniert von den Exponaten, besuchte die Ausstellung diverse Male und schreibt ihr rückblickend zu, der Initialpunkt seiner Vorliebe für die Shaker-Möbel gewesen zu sein. Unmittelbar nach dem Umzug nach New Gloucester trat er an die Bewohner des auf dem Gemeindegebiet gelegenen Sabbathday Lake Shaker Village heran. Er bot ihnen an, fortan für sie Möbel-Reparaturen zum Materialkostenpreis durchzuführen. Diese Kooperation besteht bis heute.

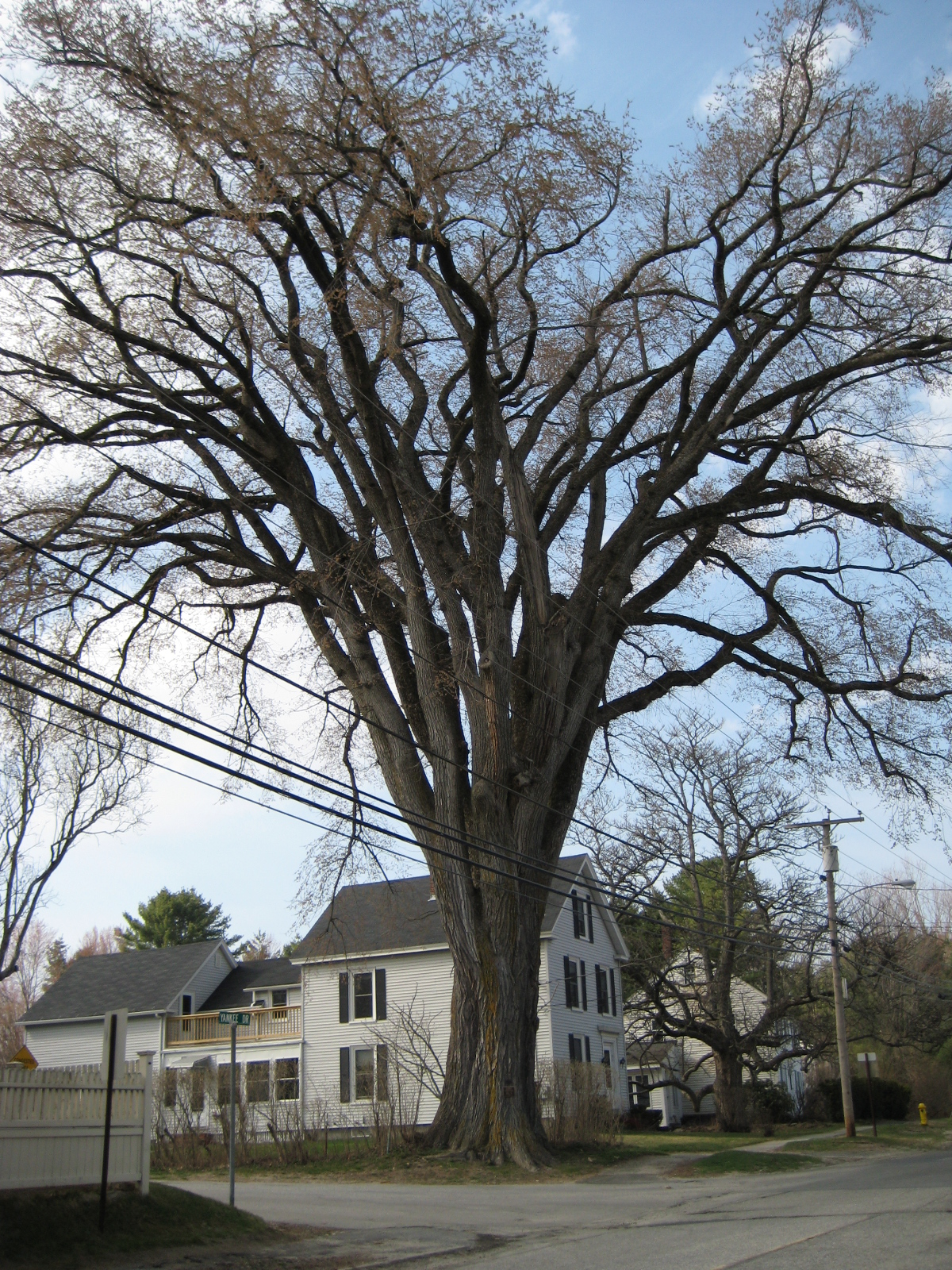
Die Amerikanische Ulme „Herbie“ in Yarmouth (Maine) im April 2008.

1984 eröffnete Becksvoort eine eigene Werkstatt auf seinem Grundstück und seit 1986 ist er ausschließlich selbständig tätig. Er fertigt auf Bestellung Holzmöbel unterschiedlichster Art. Normalerweise stellt er seine Werke nicht in Galerien aus, sondern höchstens in seinem 25 Quadratmeter großen Ausstellungsraum neben der Werkstatt. Er gilt als Experte in Bezug auf Quellung und Schwindung (das „Arbeiten“ von Holz) und seine Fachkenntnisse werden in Nordamerika hoch geschätzt: Er gab Tischlerkurse in den Vereinigten Staaten und in Kanada und wurde mit der Reproduktion wertvoller Shaker-Originale beauftragt. Zudem beriet er die Lie-Nielsen Toolworks in Warren (Maine) bei der Produktion von Beiteln und designte Unterlegscheiben sowie einige Aufsätze für Oberfräsen für das Unternehmen Lee Valley Tools aus Ottawa (Ontario).
2010 gehörte er zu den Initiatoren des sogenannten „Herbie Project“: Die seit 1793 in Yarmouth (Maine) stehende Amerikanische Ulme „Herbie“ – mit einem Stammumfang von über sechs Metern die größte ihrer Art in Neuengland – musste am 19. Januar aufgrund fortgeschrittenen Ulmensterbens gefällt werden. Becksvoort regte an, ihr Holz an regionale Tischler zu verteilen. Diese fertigten verschiedenste Gegenstände, die im November 2010 zugunsten des Yarmouth Tree Trust versteigert wurden und rund 40.000 US-Dollar Gewinn erbrachten. Das Geld kam Neupflanzungen in der Stadt zugute.
Becksvoort hatte im Laufe seiner Selbstständigkeit weniger als 200 Kunden, viele davon Stammkunden. Dies führt er darauf zurück, dass er nicht den Anspruch hat, ein Massenpublikum zu bedienen. Bis Dezember 2018 fertigte er insgesamt 852 Möbelstücke. In einem Interview im September 2019 gab er an, sich allmählich von der Tischlerei zurückziehen und in den Ruhestand gehen zu wollen.

### Publizistische Arbeiten
Ende der 1980er Jahre verfasste er einen kurzen Artikel über eine transportable Bandsäge in New Hampshire, der in der Zeitschrift WoodenBoat veröffentlicht wurde. Es folgten Artikel im Magazin Fine Woodworking, dessen damaliger Chefredakteur Dick Burrows ihm bald darauf eine Festanstellung anbot, die Becksvoort allerdings ablehnte. Man einigte sich auf ein Engagement als freier Mitarbeiter und seit Dezember 1988 schreibt Becksvoort regelmäßig Beiträge und Projektpläne für Fine Woodworking. Darüber hat er inzwischen vier Bücher veröffentlicht und auch Lehr-DVDs zu bestimmten Problemstellungen in der Tischlerei erstellt.

## Stil
„Ich mache keine, wie ich es nenne, ‚Kalifornien-Tischlerei‘. Ich mache das nicht, um irgendwelche Leute auf Emporen zu beeindrucken. Ich versuche, es zweckmäßig, einfach und funktional zu halten. Das ist immer das Allerwichtigste.“

Zwar baut Becksvoort je nach Bestellung auch in unterschiedlichen Designs – er ist jedoch hauptsächlich für eine Möbelstücke im Shaker-Stil bekannt. Teilweise haben sie individuelle Abweichungen, sodass er sie dann als „Shaker-inspiriert“ bezeichnet. Bereits als Jugendlicher und junger Erwachsener wurde er vor allem vom Mid-century modern sowie dem minimalistischen und funktionalen skandinavischen Design beeinflusst. Zu seinen größten Vorbildern abseits des Shaker-Stils gehören George Nakashima (1905–1990) und Sam Maloof (1916–2009), die er wegen der steten Weiterentwicklung ihrer eigenen charakteristischen Formsprache bewundert.
Entsprechend der formalen Strenge des Shaker-Stils bevorzugt Becksvoort in seinen Möbelstücken eine schlichte und schmucklose Gestaltung. Unter Verzicht auf Ornamente und Verzierungen entstehen klare Linienführungen und er orientiert sich an Nützlichkeit und hoher Funktionalität. Ihm missfällt es, Oberflächen durch raffinierte Zierleisten zu unterbrechen, denn er mag keine Designs, die ohne utilitaristischen Zweck existieren und dem Betrachter lediglich verdeutlichen sollen, zu welchen Leistungen der Tischler fähig ist. Die Idee, ein Möbelstück zu verzieren oder auszuschmücken, um das Talent des Produzenten zu verdeutlichen, verfehlt in seinen Augen den Zweck des Werkes: „Das entspricht einfach nicht meinem Vokabular des Shaker-Ethos, in dem weniger immer besser ist. Viele Tischler produzieren Schwalbenschwanzverbindungen, die ein wenig hervorstehen, und sie haben erhabene Verbindungen oder sie fügen kleine, gewellte Spielereien hinzu. Diese Dinger abzustauben ist furchtbar nervig, ebenso wie die Imprägnierung. Was ist gegen eine glatte Oberfläche einzuwenden, die einfach zu pflegen ist? Die ist in keiner Art und Weise weniger schön.“ Er hat Hochachtung vor der Bescheidenheit, die mit der Einfachheit der Shaker-Designs einhergeht. In seinen Augen führen diese stets zurück zum Gegenteil dessen, was er als „Maximalismus, oder wie viel Mist können wir in ein Möbelstück packen“ beschreibt.
Für seine Stücke verwendet Becksvoort hauptsächlich nachhaltig geerntetes Kirschbaumholz, das er mit einfachen Öl-Imprägnierungen, beispielsweise mit Leinöl, versieht. Sein Markenzeichen ist, dass er in jedes ausreichend große Möbelstück einen versteckten, stets jahresaktuellen Silberdollar einlegt. Neben der Konstruktion interessiert Becksvoort insbesondere die Dekonstruktion. Er baut Möbel anderer Tischler gerne auseinander, um zu lernen, wie diese bestimmte Problemstellungen gelöst haben. Darüber hinaus kann er auf diese Weise auch feststellen, wie viele unterschiedliche Personen mit jeweils eigener Technik an dem jeweiligen Stück gearbeitet haben.
Becksvoort wurde wiederholt gefragt, ob er seine Arbeit eher als Kunst oder als Handwerk begreife und wie er glaubt, wahrgenommen zu werden. In diesem Zusammenhang äußerte er: „Als Möbeltischler schätze ich nicht nur das beachtliche handwerkliche Geschick der Shaker, sondern respektiere auch ihr Beharren auf Nützlichkeit als oberstem Grundsatz für gutes Design. Bei den Shakern ist kein Stolz beteiligt, keine bewusste Bemühung, ein Kunstwerk zu produzieren. Nüchterne Nützlichkeit an und für sich ist schön und oftmals werden Kunstwerke unabsichtlich produziert.“ Zugleich merkte er mit Bezug auf seine Kunden an: „Solange sie meine Möbel kaufen, können sie mich nennen, wie immer sie wollen. Wenn es einen Nutzen hat, ist es etwas handwerkliches. Wenn es verstaubt, ist es Kunst.“

## Rezeption
„Mary, mother of God. That’s Christian Becksvoort! He’s the modern master of the Shaker style. I never dreamed that I would see him in the flesh.“

2001 besuchte ihn die bekannte Moderatorin Martha Stewart im Rahmen ihrer Fernsehsendung Martha Stewart Living in seiner Werkstatt in New Gloucester und porträtierte seine Arbeit. Während der ersten Ausrichtung der Veranstaltung Fine Woodworking Live lernte Becksvoort Anfang August 2012 an der State University of New York in New Paltz (New York) den Schauspieler Nick Offerman kennen, der selbst nebenberuflich als Tischler tätig ist. Beide sind seither freundschaftlich verbunden. Offerman arrangierte für ihn einen Gastauftritt in seiner Fernsehserie Parks and Recreation. In der neunten Episode der fünften Staffel, die am 6. Dezember 2012 auf NBC ausgestrahlt wurde, hatte Becksvoort seinen Cameoauftritt als Besucher der Preisverleihung der fiktiven Indiana Fine Woodworking Association. Offermans Charakter Ron Swanson entdeckt ihn, traut sich aber nicht, ihn anzusprechen. Die Folge hatte in den Vereinigten Staaten bei ihrer Erstausstrahlung 3,27 Millionen Zuschauer und machte Becksvoort auch weit über Fachkreise und Möbelliebhaber hinaus bekannt.
Darüber hinaus ist Becksvoort mit dem Schriftsteller Stephen King befreundet, der ebenfalls in Maine lebt. Aufgrund dieser Verbindungen zu Prominenten, vor allem aber wegen seiner fachlichen Expertise und seiner Arbeitsqualität, bezeichnet der Kulturjournalist Bob Keyes von der Tageszeitung Portland Press Herald Becksvoort als „Maines berühmtesten Möbeltischler“. In einer 2013 veröffentlichten Rezension zu Becksvoorts Buch With the grain heißt es zudem: „Für Möbeltischler, sowohl hauptberufliche als auch Amateure, hat der Name Christian Becksvoort die gleiche Tragweite, die Babe Ruth oder Mickey Mantle für einen Baseball-Fan haben.“

## Publikationen
- Christian Becksvoort: In harmony with wood. Van Nostrand Reinhold, New York City, 1983, ISBN 978-0-442-21339-8.
- Christian Becksvoort: The Shaker legacy. Perspectives on an enduring furniture style. The Taunton Press, Newtown, 1998, ISBN 978-1-56158-357-7.
- Christian Becksvoort: With the grain. A craftsman’s guide to understanding wood. Lost Art Press, Fort Mitchell, 2013, ISBN 978-0-9850777-4-7.
- Christian Becksvoort: Shaker inspiration. Five decades of fine craftsmanship. Lost Art Press, Fort Mitchell, 2018, ISBN 978-1-7322100-3-5.